# Pontacq
Pontacq is een gemeente in het Franse departement Pyrénées-Atlantiques (regio Nouvelle-Aquitaine). De plaats maakt deel uit van het arrondissement Pau. Pontacq telde op 1 januari 2022 2.916 inwoners.

## Geografie
De oppervlakte van Pontacq bedroeg op 1 januari 2022 28,85 vierkante kilometer; de bevolkingsdichtheid was toen 101,1 inwoners per km².

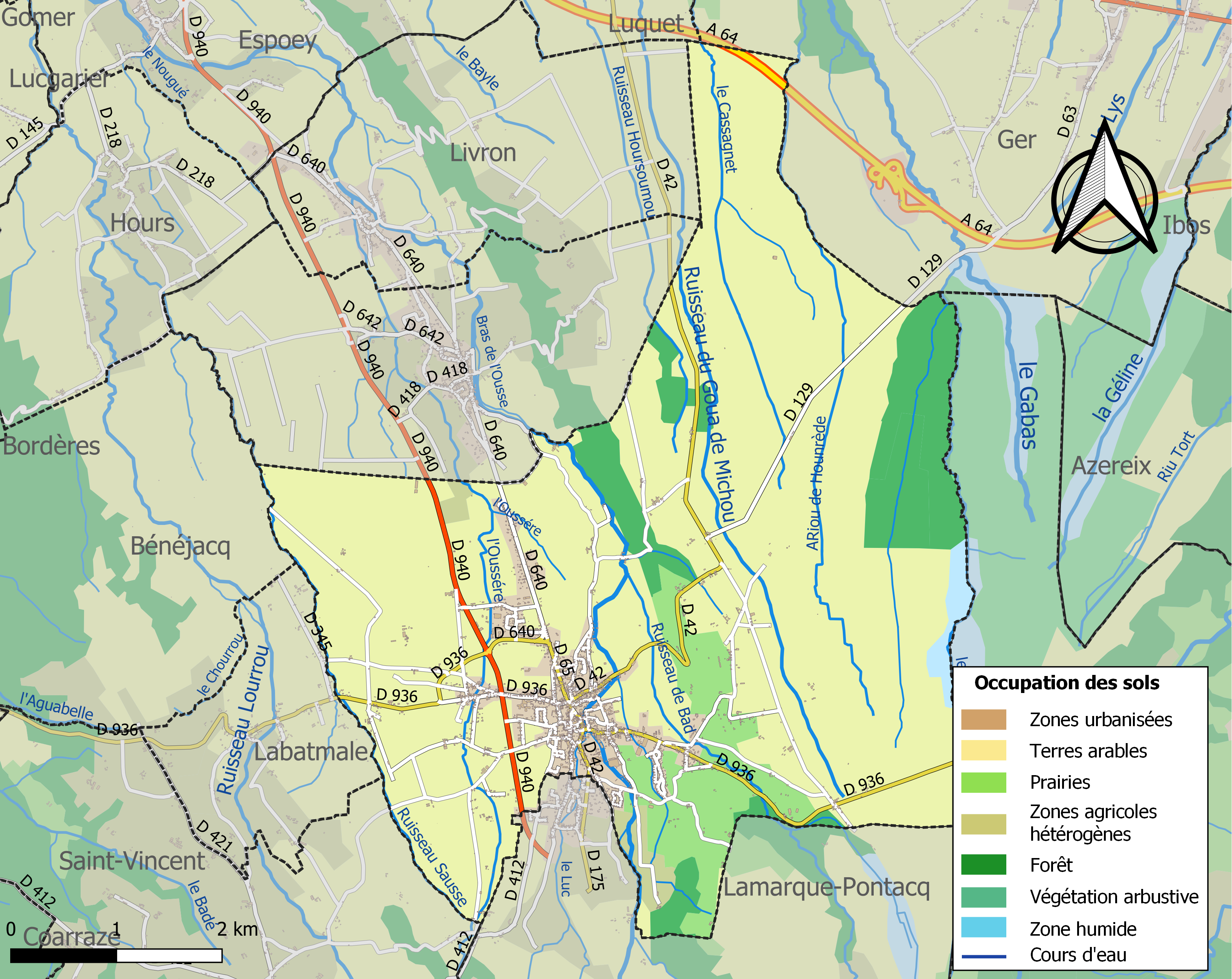
Kaart van de gemeente met belangrijkste infrastructuur, bodemgebruik en omliggende gemeenten

## Demografie
De figuur toont het verloop van het inwonertal (bron: INSEE-tellingen).